# Кооперативный переулок (Томск)

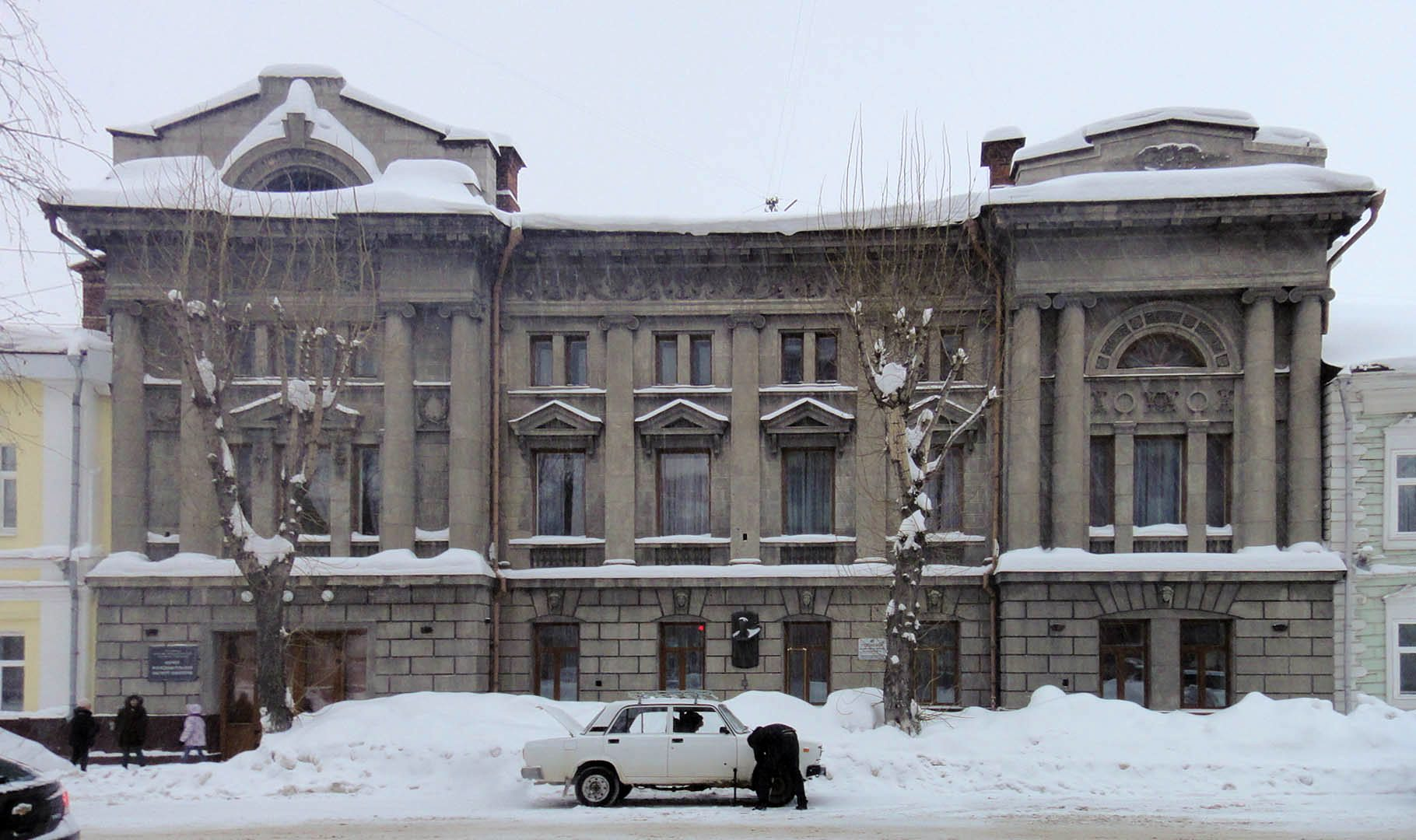
Бывший особняк И. И. Смирнова

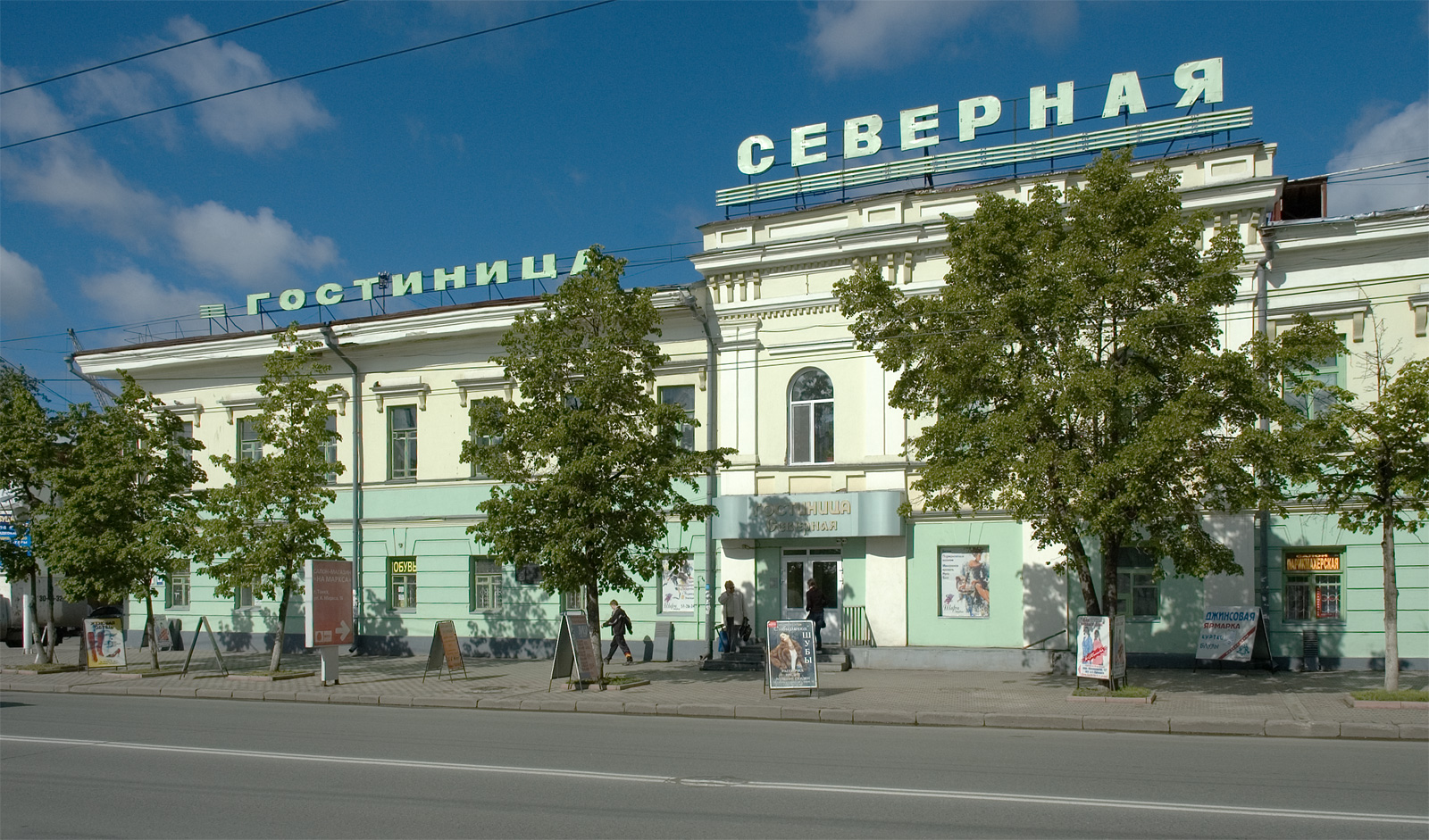
Бывшее Тецковское подворье

Кооперати́вный переу́лок — улица в Томске. Пролегает от Набережной реки Томи до проспекта Ленина.

## История
Первоначальное название — Стахеевский (1870—1880 годы) получил по фамилии местного домовладельца — Николая Дмитриевича Стахеева (родного племянника художника И. И. Шишкина по материнской линии).
С 1878 года переулок назывался Тецковским переулком по имени Дмитрия Ивановича Тецкова (1810—1882) — потомственного томича, с 1864 года купца первой гильдии, городского головы Томска с 1864 по 1874 год, также местного домовладельца. Тецков много сил и времени уделял обустройству и организации работы находившегося на углу с Миллионной улицей (ныне — проспект Ленина) принадлежавшего ему постоялого двора «Сибирское подворье» (в советское время переоборудованного под гостиницу «Северная»). Французский путешественник Edmond Cotteau, проезжавший через Томск и останавливавшийся в «Сибирском подворье», остался впечатлён манерами хозяина — большого роста, корпусного, полного и бородатого, который при каждой встрече с Cotteau здоровался и крепко жал и тряс его руку, желая показать тем своё угождение, поскольку иностранными языками не владел.
На углу с Магистратской (ныне — Розы Люксембург) улицей 21 августа 1877 года было открыто первое в Томске (и в Западной Сибири) реальное училище.
Кооперативным стал называться с 1927 года.
После постройки Томского ЦУМа переулок утратил своё прежнее продолжение до улицы Розы Люксембург.

## Достопримечательности
Д. 5 — дом купца И. И. Смирнова (1914—1916, архитектор П. Ф. Федоровский, памятник архитектуры федерального значения), в 1970 году в здании разместился один из первых в Томске институтов АН СССР — Институт химии нефти, затем — НИИ онкологии ТНЦ СО РАМН.. На здании установлена мемориальная доска академику АМН СССР Н. В. Васильеву.
В гостинице «Северная» (в прошлом — постоялый двор «Сибирское подворье», на пересечении с Богоявленской улицей, ныне — д. 86 по проспекту Ленина) в мае 1881 года останавливался писатель Н. Г. Гарин-Михайловский («Помню это ужасное, с казарменными коридорами и висячими замками на дверях номеров, „Сибирское подворье“…»)